# Ottone IV d'Asburgo
Ottone IV d'Asburgo, detto il Gioioso (Vienna, 23 luglio 1301 – Neuberg an der Mürz, 17 febbraio 1339), è stato duca d'Austria, Stiria e Carinzia.

## Biografia

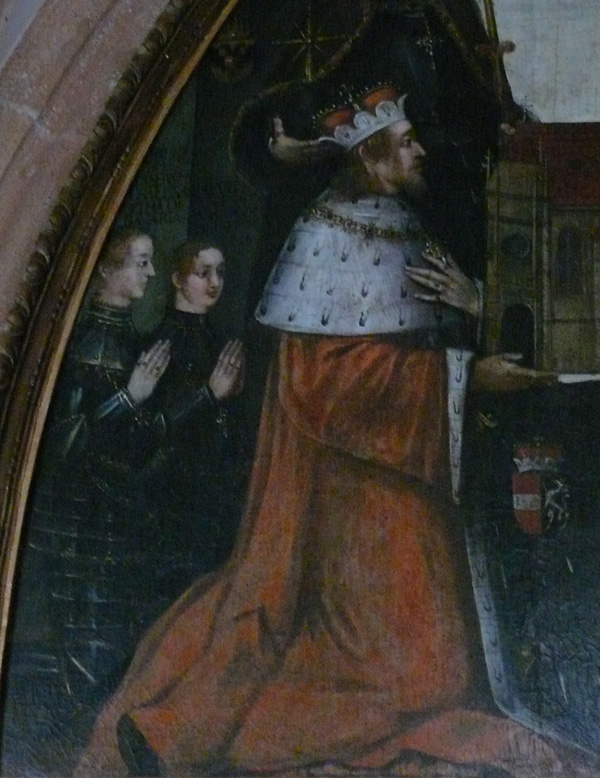
Ottone IV con i suoi figli

Figlio più giovane dell'imperatore Alberto I d'Asburgo e di Elisabetta di Tirolo-Gorizia, figlia del conte Mainardo II di Tirolo-Gorizia poi anche duca di Carinzia, suoi fratelli erano il re Rodolfo I di Boemia († 1307), il re di Germania Federico il Bello († 1330), il duca Leopoldo I († 1326), Alberto II, duca d'Austria († 1358) e il duca Enrico d'Asburgo († 1327).
Inizialmente escluso dalla successione, dal 1330, dopo la morte degli altri fratelli, Ottone assunse la reggenza del Ducato d'Austria assieme ad Alberto II. Nel 1331 venne nominato vicario imperiale dall'imperatore Ludovico il Bavaro. Dopo la morte di Enrico di Carinzia e Tirolo, lo stesso imperatore concesse in feudo ai fratelli Otto e Alberto la Carinzia e il Tirolo meridionale (Linz, 2 maggio 1335).
Da quel momento Ottone dedicò le sue cure prevalentemente alla Carinzia, lasciando l'Austria al fratello. Fondò l'Abbazia di Neuberg, in Stiria, e la Cappella di San Giorgio nella Augustinerkirche di Vienna.
Si sposò due volte: nel 1312 con Elisabetta di Baviera, figlia di Stefano I di Baviera; nel 1335, a Znaim, con Anna, sorella dell'imperatore Carlo IV. Dalla prima moglie ebbe i figli Federico (1327-1344) e Leopoldo (1328-1344), dopo i quali la sua linea si estinse.
Nel 1337 fondò l'ordine militare Societas Templois, per la crociata contro Prussiani e Lituani, popolazioni a quell'epoca ancora pagane. Il nomignolo il Gioioso gli deriva dalla vita piacevole e allegra che si teneva presso la sua corte.

## Ascendenza
|                               |                              |                            | Genitori                 |  |  | Nonni |  |  | Bisnonni             |  |  | Trisnonni          |  |
|                               |                              |                            |                          |  |  |       |  |  | Alberto IV il Saggio |  |  | Rodolfo il Vecchio |  |
|                               |                              |                            |                          |  |  |       |  |  | Alberto IV il Saggio |  |  | Rodolfo il Vecchio |  |
|                               |                              | Agnese di Staufen          |                          |  |  |       |  |  | Alberto IV il Saggio |  |  |                    |  |
| Rodolfo I d'Asburgo           |                              |                            |                          |  |  |       |  |  | Alberto IV il Saggio |  |  |                    |  |
|                               |                              | Edwige di Kyburg           | …                        |  |  |       |  |  |                      |  |  |                    |  |
|                               |                              | Edwige di Kyburg           | …                        |  |  |       |  |  |                      |  |  |                    |  |
|                               |                              | Edwige di Kyburg           | …                        |  |  |       |  |  |                      |  |  |                    |  |
| Alberto I d'Asburgo           |                              | Edwige di Kyburg           |                          |  |  |       |  |  |                      |  |  |                    |  |
|                               |                              | Burcardo V di Hohenberg    | Burcardo IV di Hohenberg |  |  |       |  |  |                      |  |  |                    |  |
|                               |                              | Burcardo V di Hohenberg    | Burcardo IV di Hohenberg |  |  |       |  |  |                      |  |  |                    |  |
|                               |                              | Burcardo V di Hohenberg    | Valpurga di Aichelberg   |  |  |       |  |  |                      |  |  |                    |  |
| Gertrude di Hohenberg         |                              | Burcardo V di Hohenberg    |                          |  |  |       |  |  |                      |  |  |                    |  |
|                               |                              | Matilde di Tubinga         | Rodolfo II di Tubinga    |  |  |       |  |  |                      |  |  |                    |  |
|                               |                              | Matilde di Tubinga         | Rodolfo II di Tubinga    |  |  |       |  |  |                      |  |  |                    |  |
|                               |                              | Matilde di Tubinga         | ? di Ronsberg            |  |  |       |  |  |                      |  |  |                    |  |
| Ottone IV d'Asburgo           |                              | Matilde di Tubinga         |                          |  |  |       |  |  |                      |  |  |                    |  |
|                               | Mainardo I di Tirolo-Gorizia | Enghelberto III di Gorizia |                          |  |  |       |  |  |                      |  |  |                    |  |
|                               | Mainardo I di Tirolo-Gorizia | Enghelberto III di Gorizia |                          |  |  |       |  |  |                      |  |  |                    |  |
|                               | Mainardo I di Tirolo-Gorizia | Matilde di Andechs         |                          |  |  |       |  |  |                      |  |  |                    |  |
| Mainardo II di Tirolo-Gorizia | Mainardo I di Tirolo-Gorizia |                            |                          |  |  |       |  |  |                      |  |  |                    |  |
|                               |                              | Adelaide del Tirolo        | Alberto III di Tirolo    |  |  |       |  |  |                      |  |  |                    |  |
|                               |                              | Adelaide del Tirolo        | Alberto III di Tirolo    |  |  |       |  |  |                      |  |  |                    |  |
|                               |                              | Adelaide del Tirolo        | Uta di Frontenhausen     |  |  |       |  |  |                      |  |  |                    |  |
| Elisabetta di Tirolo-Gorizia  |                              | Adelaide del Tirolo        |                          |  |  |       |  |  |                      |  |  |                    |  |
|                               |                              | Ottone II di Baviera       | Ludovico I di Baviera    |  |  |       |  |  |                      |  |  |                    |  |
|                               |                              | Ottone II di Baviera       | Ludovico I di Baviera    |  |  |       |  |  |                      |  |  |                    |  |
|                               |                              | Ottone II di Baviera       | Ludmilla di Boemia       |  |  |       |  |  |                      |  |  |                    |  |
| Elisabetta di Baviera         |                              | Ottone II di Baviera       |                          |  |  |       |  |  |                      |  |  |                    |  |
|                               |                              | Agnese del Palatinato      | Enrico V del Palatinato  |  |  |       |  |  |                      |  |  |                    |  |
|                               |                              | Agnese del Palatinato      | Enrico V del Palatinato  |  |  |       |  |  |                      |  |  |                    |  |
|                               |                              | Agnese del Palatinato      | Agnese di Hohenstaufen   |  |  |       |  |  |                      |  |  |                    |  |
|                               |                              | Agnese del Palatinato      |                          |  |  |       |  |  |                      |  |  |                    |  |